# Gloria Elena Espinoza de Tercero
Gloria Elena Espinoza de Tercero es una dramaturga, novelista, cuentista y ensayista nicaragüense. Nació en Jinotepe en 1948. Es Premio Nacional de Pintura Primitivista "June Beer", 1988, Nicaragua; y Premio Nacional de Novela Corta FUNISIGLO-Distribuidora Cultural 2001.

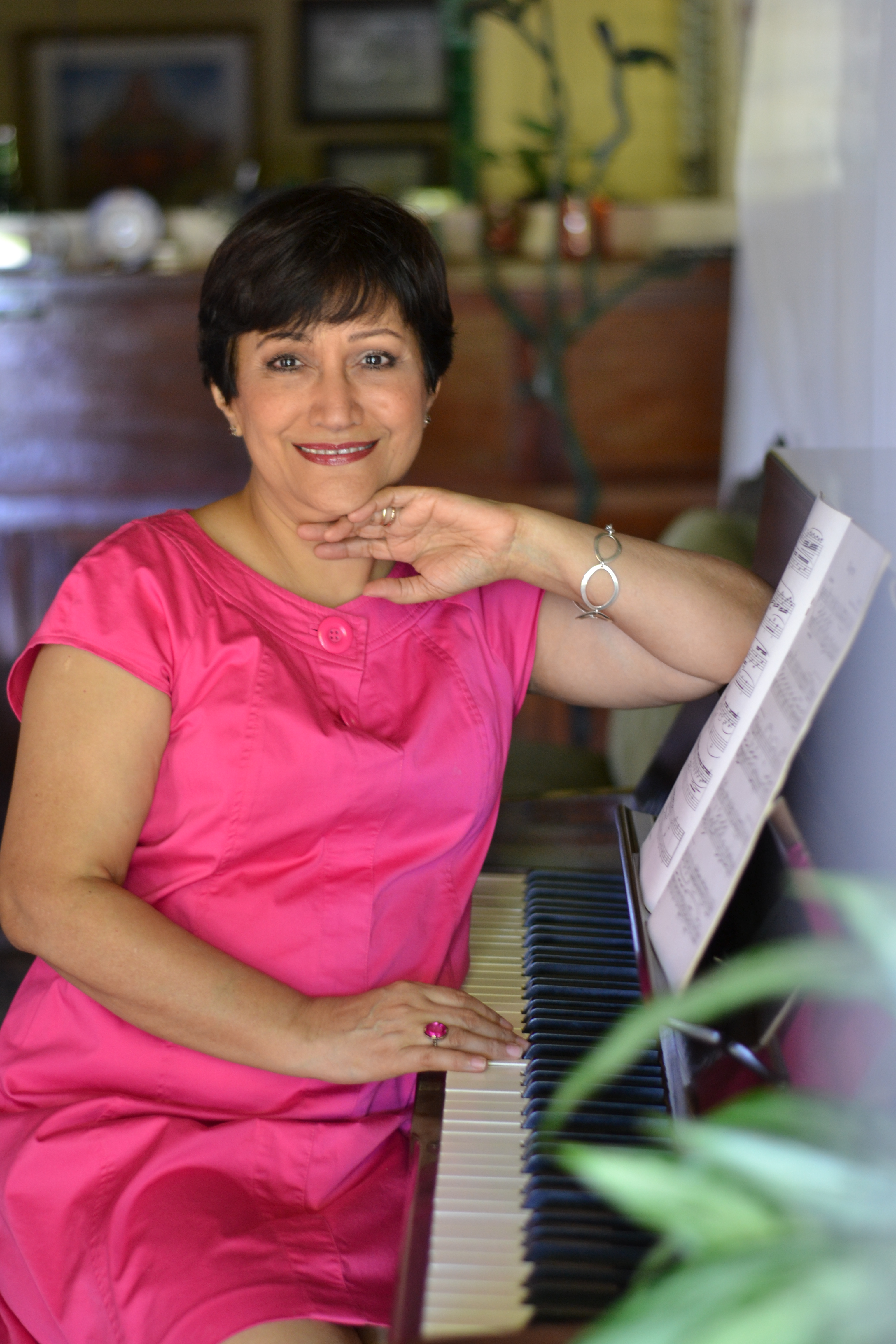
Gloria Elena Espinoza de Tercero. Fotografía tomada en su casa en febrero de 2012

## Progenitores
Gloria Elena Espinoza Padilla de Tercero nació en Jinotepe, Carazo (Nicaragua), el 10 de agosto de 1948. Es hija única del matrimonio de Don Silvio Espinoza Rocha y Doña Aurora Padilla Martínez de Espinoza.
Silvio, su papá fue contador público y trabajó durante muchos años en el Banco Nacional de Nicaragua. Aurorita, su mamá, pintaba al crayón y al óleo. Su mayor producción la hizo en los años ochenta cuando se integró al movimiento de pintura primitivista. Tuvo un estudio fotográfico en la ciudad de Jinotepe.

## Ancestros artísticos
[editar · editar código]
El abuelo materno fue Pedro Martínez (1839-1923), llamado “el tenor de la voz de cristal” y considerado el más grande tenor sagrado de Nicaragua. Su tío materno, Pedro Martínez hijo (1872-1942), fue pintor miniaturista, escultor y considerado como de los mejores crayonistas de Centroamérica. Otro tío, Salvador Martínez fue un exquisito violinista. Su abuelo paterno José Antonio Padilla (1844-1899), fue uno de los violinistas más grandes de su época. Su padre, Roberto Padilla, fue un valor auténtico de la guitarra clásica.

## Educación
Sus primeros estudios los realizó en la escuela privada Las Salinas, en Jinotepe. La primaria y parte de la secundaria la cursó en el colegio religioso Sagrado Corazón de Jesús, en Jinotepe.
Desde la edad de 9 años estudió piano y solfeo en Jinotepe con los profesores particulares Francisco Acevedo, Tina Valery y Don Raúl Obregón. Luego realizó un curso de danza en la escuela del profesor Adán Castillo en Managua, entre los años 1959-60. Durante esos años intervino en las veladas escolares y antes de cumplir quince años fue Reina de la Raza de Jinotepe.
Don Silvio fue enviado por el Banco Nacional a reorganizar la Agencia del Puerto de Corinto en 1963, trasladando su residencia, por lo que Gloria Elena fue internada en el colegio de La Asunción de la ciudad de León, donde se bachilleró en 1966. Allí comenzó su inclinación al teatro bajo la tutela de su profesora Carlotita Castellón. Hizo varios personajes, sobresaliendo en el papel de Priora en el Diálogo de las Carmelitas, de Bernanos. En esa época continuó sus estudios de piano con la profesora Gloria Madriz, interviniendo siempre en los actos que realizaba el colegio.
En 1967 ingresó a la Universidad Nacional Autónoma de Nicaragua en León para cursar el año básico. En 1968 inició la carrera Derecho, la que tuvo que interrumpir porque regresando de representar como novia al Club de Leones de Corinto, en una actividad en Masaya, sufrió un accidente automovilístico junto con su familia; percance que cambió su vida, ya que tuvo que trasladarse a Managua y vivir en el hospital El Retiro, para cuidar a su padre durante 11 meses. Las monjas del hospital le prestaban el piano que estaba en el tercer piso, donde practicaba diariamente. En ese tiempo inició estudios de mecanografía y taquigrafía, que dejó inconclusos. Ingresó al Conservatorio Nacional de Música y cursó el estudio de las formas musicales con el Profesor Ernesto Rizo, solfeo con un profesor argentino, y piano con el profesor Arturo Medal.
Ingresó a la en la Facultad de Humanidades de la Universidad Nacional Autónoma de Nicaragua, en Managua, y obtuvo en 1972, como graduada de honor, su título de Profesora de Educación Media en la especialidad de Ciencias Sociales. En 1976 obtuvo su título de Licenciada en Ciencias de la Educación en la Especialidad de Ciencias Sociales de la Universidad Nacional Autónoma de Managua.

## Vida matrimonial
El 10 de agosto de 1978 contrajo matrimonio con Luis Alberto Tercero Silva, doctor en Medicina y Cirugía y máster en Administración de Empresas del Instituto Centroamericano de Administración de Empresas (INCAE).
Procrea dos hijos en León: Luis Alberto, nacido en 1979, es Ingeniero Químico graduado de la Christian Brothers University, Memphis, Tennessee (USA), y tiene una maestría en Nanotecnología de la Universidad de Wisconsin, Wisconsin (USA), y un doctorado en Ingeniería Química, en Karlsruher Institut für Technologie; y Gloria Elena, nacida en 1982, es Licenciada en Economía Empresarial de la Universidad Thomas More, y egresada de la maestría en Políticas sociales, derechos y protagonismo de niños, niñas y adolescentes, de la Universidad Centroamericana (UCA).
En 1984 nació en Inglaterra su tercer hijo, Silvio Mauricio. Es Licenciado en Administración de Empresas y Publicidad, de la Universidad Thomas More. En ese año (1983-1984) acompañó a su esposo, que realizaba estudios de posgrado en Planificación y Administración de Servicios de Salud, en Leeds, Inglaterra; y Economía de la Salud, en Abeerden, Escocia.
En 1988 fue nombrada “Hija Dilecta de León” y posteriormente, le fue diagnosticado Lupus Eritematoso Sistémico.

## Docencia
En 1970-72 trabajó como profesora de educación media en el colegio de La Asunción de Managua. Fue la responsable de los años básicos de secundaria. Recibió capacitación en el Instituto de La Asunción de México D.F. y en el de la Asunción de El Salvador, en la especialidad de Educación Personalizada y Pedagogía Prospectiva entre 1970 y 1971, siendo una de las iniciadoras de la educación personalizada en Nicaragua.
La noche del 23 de diciembre de 1972, con su familia fue sorprendida por el terremoto que sacudió Managua, en la casa que tenían en el barrio Bolonia número 1, por lo que tuvo que emigrar a León.
La década de los setenta fue muy intensa. Desde el inicio del año lectivo de 1973 impartió clases de piano a domicilio y se integró de nuevo a la docencia secundaria de Ciencias Sociales y de Literatura en distintos colegios leoneses: Calasanz, Pureza de María, Nuevas Orientaciones y La Asunción; donde realizó anualmente, en el mes de junio los “Seminarios Intercolegiales de Literatura”, que duraban una semana y en el que participaban 13 colegios locales, promovió el renacimiento de la Academia Literaria Netzahualcoyotl, y creó y asesoró el periódico estudiantil del colegio “Impacto”, que era de tamaño tabloide, tenía 16 páginas y se publicó 18 veces durante los años 1977 y 1978. También participó como representante del colegio de La Asunción de León, en Guatemala, en el Congreso de los colegios de La Asunción de Centroamérica, en enero de 1978, con la ponencia “La Educación en Nicaragua”.

## Actuación y dirección teatral
Alberto Icaza la incorporó al “Atelier del Teatro Rubén Darío” y actuó en las obras Farsa del Cornudo Apaleado y Contento, basado en el Cuento 77 del Decamerón, de Bocaccio, y en La Fablilla del Secreto Bien Guardado, de Alejandro Casona; ambas presentadas en el Auditorio Ruiz Ayestas de León y la Escuela de Bellas Artes de Managua, en septiembre de 1967, donde también recibió una gran ovación por su actuación como Brunela (Farsa del Cornudo Apaleado y Contento), deteniéndose la representación de la obra, hecho por la que fue postulada al Güegüense de Oro. Sus compañeros de elenco fueron Mayra Santos, Sócrates Flores, Mario Benito Darce, Tere Incer, Guadalupe Ibarra y Mario F. González Gramajo, del Teatro Experimental de la Universidad Centroamericana.
En 1971, actuó en el Teatro Nacional Rubén Darío, siempre bajo la dirección de Alberto Icaza, como Ayola en Doña Rosita la Soltera, de Federico García Lorca, e interpretó el fondo musical Claro de Luna, de Beethoven, al piano. Sus compañeros de actuación fueron Pilar Aguirre, Blanca Amador, Evelyn Martínez, Tina Benard, Enrique Lanzas, César Izquierdo, Esperanza Arana, Martha Lucía Cuadra, Mariadela Noguera, Alfonso Arana, Annie Horvilleur, Julieta Jirón, Elsa Rulh, Mayra Santos, Mamerto Martínez, Frank Jarquín, Jonny Villares y Salomón Morales.
El 4 de septiembre de 1972 fue invitada por el Teatro Nacional Rubén Darío para competir por el papel de Fifí, en la Chinfonía Burguesa, de José Coronel Urtecho, bajo la dirección de Luis Martínez Concepción. Ganó el papel y la obra fue puesta en escena en el Teatro Experimental Rubén Darío durante toda la semana del 9 al 14 de diciembre de 1972.
A partir de 1975 dirigió las obras de teatro Los Árboles mueren de pie, de Alejandro Casona, La Chinfonía Burguesa, de José Coronel Urtecho y Cuidado con la Suegra, en donde participaron sus alumnos de los colegios La Asunción, Calasanz, y La Salle. Entre ellos Miriam Margarita Gurdián, Álvaro Herdocia, Flor de María Marín y Juanita Reyes.
En 1977 montó obras de teatro con exalumnas de La Asunción como Los Clavos de Plata y La Petenera, las que fueron presentadas en el auditorio del colegio de La Asunción y en el cine Román, de León. Entre el elenco se encontraban Olga Gil de Buitrago, Luisa Emilia Montalván, Esperanza Reyes y Dora María Gurdián.
Dirigió una adaptación de La Viuda Alegre en ocasión de la celebración del 25 aniversario del colegio Pureza de María de León, teniendo también a su cargo parte del fondo musical al piano. El reparto estuvo compuesto por Dora María Arguello, Yolanda de Urroz, Mabel de Gurdián, Daisy de Estrada, Irsa Arguello, Fresia de Arguello, Leyla de Balladares, Yolanda de Blanco y Yolanda de Pérez Arévalo.
En 1996 creó y dirigió el grupo coral “Ananke” que presentó poemas de Darío en el Club Privado Metropolitano y en el Teatro Municipal José de la Cruz Mena.

## Interpretación musical
Desde 1973 y durante varios años trabajó en Radio Atenas, donde también hacía la producción cultural “Media Hora con Gloria Elena”, en la que cantaba regularmente acompañada con los guitarristas Edmundo Guerrero –Mundaje– y Ramiro Rosales. Desde entonces participó como intérprete en eventos con fines benéficos realizados en el Teatro Municipal de León y el Teatro González para los distintos clubes de servicio y asociaciones profesionales. También cantó en actos de la Mesa Redonda Panamericana.
Participó en el Primer Festival de la Canción OTI 1977, en el Teatro Nacional Rubén Darío. En la primera sesión del 28 de septiembre interpretó Quiero ser para ti, de Patricia Paz, con el arreglo y dirección de Chucho Ferrer. En la segunda sesión del 29 de septiembre interpretó La Paz Mundial, de Jorge Isaac Carvallo. Resultó finalista para la gran final del sábado 1.º de octubre, con la canción Quiero ser para ti, la que quedó grabada en un disco sencillo y en uno de larga duración. Otros intérpretes en dicho festival fueron Fredy Ramos, Mauricio Peña, Roberto Araquistain, Consuelo Espinoza, Peter Vivas y Eduardo González, que interpretó Quincho Barrilete, canción ganadora del Festival OTI en España.
En 1988 presentó una audición para piano y solo de voz en el Auditorio Fernando Gordillo de la Asociación Sandinista de Trabajadores de la Cultura.
En los primeros años de la década de los noventa, de nuevo recibe clases de piano, esta vez con la concertista Joe Crocker, y ofreció un pequeño concierto de música clásica, compartiendo con el pianista Dr. Enrique Gil Salinas en la casa del mismo, en la ciudad de León, el que fue organizado por el Instituto Nicaragüense de Cultura Hispánica, capítulo de León.

## Artes plásticas
Al regreso de Inglaterra, a finales de 1984, se inició como pintora primitivista. Su carrera pública como pintora fue marcada por la entrevista “Gloria Elena: Original y sorprendente”, que le hiciera Gladys Ramírez de Espinosa y que apareció publicada en La Prensa Literaria del domingo 10 de febrero de 1985. Ese mismo semanario cultural utilizó en diferentes ocasiones obras suyas como portada, tales como el dibujo al crayón “El Momotombo” y el óleo “El Nacimiento”. Realizó tres exposiciones personales: Galería Juan Bautista Cuadra (León 1987), Galería Josefina (Managua, 1989) y Galería Calpul (Managua, 1989). En esta última presentó sus dibujos al pastel, ofreciendo simultáneamente también una lectura de poemas de Rubén Darío.
Durante los ochenta participó en exposiciones colectivas promovidas, muchas de ellas por el Ministerio de Cultura. En Nicaragua: Galería Códice (1993); Banco Nicaragüense (1991); VIII Certamen de Artes Plásticas. Teatro Popular Rubén Darío (1988); VII Certamen de Artes Plásticas. Teatro Popular Rubén Darío (1987); Pintura nicaragüense a través de la Historia. Teatro Popular Rubén Darío (1986); y Casa de la Cultura de Granada (1985).
Otras exposiciones colectivas en el extranjero fueron: Exposición itinerante por Barcelona y Gerona (1990); Exhibición itinerante de pintura primitivista nicaragüense por la India (1987); Arbejdermuseet (Copenhague, Dinamarca, 1987); Exhibición itinerante de pintura primitivista nicaragüense por Alemania, Bélgica, Francia, Italia y España (1987); Galería San Martín (Buenos Aires, Argentina, 1986); Arbejdermuseet (Copenhague, Dinamarca, 1986); Exposición permanente de grupos de solidaridad con Nicaragua (Los Ángeles, USA, 1986); Embajada de Nicaragua (Washington D. C. USA, 1986); y Universidad de Wisconsin (Wisconsin, USA, 1985).
Además, mantuvo una exposición personal permanente por dos años en Tokio (1988-89), bajo el patrocinio del grupo Tomosu Kai. La casa Editora Muyinkam, Reiko Koyamagi del Japón, le efectuó entrevista que aparece con su fotografía en las páginas 42 y 43 del Libro “Nicaragua Arte Primitivo. 1989”. El polígrafo y académico de la lengua, Jorge Eduardo Arellano, le dedicó una sección en su libro “Historia de la Pintura Nicaragüense”.
Fotos de sus cuadros han aparecido en el periódico Il Messaggero de la Sera, de Italia, y en revistas internacionales como Life Designing, Mainichi Graphic, Polémica y El Mundo; así como en revistas nacionales como TABU, Mujeres Activas, Cambio, Caravana. También aparecieron en Cuadernos de la Plástica Nicaragüense'”, catálogos, portadas de libros como la Ley Básica de Salud Animal, Sanidad Vegetal y su Reglamento y Una Ruta para modernizar la Nicaragua Rural, además de calendarios, tarjetas postales, y tarjetas telefónicas de Japón.
En 1987 le fue concedida la Mención de Honor por la obra Muchacha de las Verduras, en el VII Certamen Nacional de Artes Plásticas de Nicaragua, por su planteamiento nuevo, serio y de calidad en la pintura primitivista nicaragüense, y al siguiente año, el Premio Nacional “June Beer” por la obra La Costurera en el VIII Certamen Nacional de Artes Plásticas.

## Dramaturgia
Incursiona por primera vez en la dramaturgia, escribiendo el libreto Madre María Eugenia, obra en dos actos puesta en escena durante la celebración de los 100 años del colegio de La Asunción de León, el día 15 de agosto de 1982.

### Gritos en silencio(trilogía)
En marzo de 2006 publicó en la Editorial Universitaria de la UNAN-León, 500 ejemplares de su primer libro de dramas: Gritos en silencio; trilogía compuesta por dos obras escritas entre 1992 y 1993: Espinas y sueños (recibió elogios críticos de Pablo Antonio Cuadra), y El espantapájaros; y la tercera, Desesperación, que es la primera que aparece en el libro y fue escrita en enero del año 2006 de un solo tirón. En el año 2009 fue publicada la 2.ª. Edición de 500 ejemplares.
En el caso de Gritos en silencio, obra que contiene tres dramas, se ha respetado el orden de su presentación: Desesperación, Espinas y sueños y El espantapájaros. A continuación una breve reseña de cada una de ellas.
Desesperación 
La trama de la obra está basada en una conversación de Paula Samuel con un hombre misterioso que se sienta en la misma mesa en una pizzería de estilo contemporáneo.  Una camarera y un periodista televisivo también participan en el diálogo; pero la intervención de ambos es breve.  Paula Samuel ha llegado cargada de paquetes y bolsas que ha comprado en tiendas de lujo; pide una pizza y una Coca Cola, y comienza su plática con un hombre misterioso, que resulta ser un fantasma. La conversación solamente atañe a Paula Samuel, mientras los demás no perciben nada: no ven y no oyen. Les resulta extraño e inverosímil que una mujer sostenga un animado coloquio con alguien invisible, y comienzan a pensar que se trata de una loca. Pues bien, con esta situación la obra adquiere un relieve de gran espiritualidad.  Este tipo de diálogo, en el que una persona se comunica con un ser desconocido, tiene una larga ascendencia espiritual.
Lo particular de esta discusión con el fantasma y de este conflicto interpersonal es el hecho de que el personaje del hombre solo existe en la imaginación de la protagonista. Los empleados y los clientes solo ven a Paula a la que consideran una enferma mental. En efecto, la protagonista de Desesperación tiene alucinaciones. Su aparente diálogo no es más que un monólogo disfrazado en el que las dos partes de su personalidad entran en una lucha cada vez más exaltada que termina con su muerte la mujer al no saber reconciliar a Abel y Caín en su propio interior. Fracasa su búsqueda de una identidad auténtica. Es significativo que también en esta obra la protagonista sea una mujer. Parece que para la autora la mujer es particularmente sensible frente a la injusticia y violencia de la sociedad en la que vive y es especialmente vulnerable. La protagonista expresa su propia conciencia de la diferencia fundamental entre hombre y mujer cuando compara sus sentimientos con los de su marido: “Mi esposo es de otro material, como si fuera extraterrestre; a lo mejor ángel. Yo pienso mucho y me duele el dolor de todos y aborrezco a la vez, a todos”.
Por otra parte, el rechazo y crítica a la sociedad dominante convierte a Paula Samuel en una mujer desesperada que conoce las limitaciones de su género y se siente impotente, al no poder cambiar las condiciones injustas de una sociedad alienada y alienante. Paula Samuel vive un conflicto interior al llevar nombre de mujer y de hombre, lo cual evidencia que sus padres esperaban un varón. No tiene definida su identidad. Ella condena a los hombres causantes de tantos daños, no quiere ser como ellos, pero como mujer se siente impotente por no poder cambiar el mundo diseñado por el poder masculino. De ahí su inconformidad, de querer ser otra.
A Paula Samuel no le satisface su modo de vida; en su interior, se lamenta del despilfarro de dinero y de la compra de cosas superfluas. Anhela otro tipo de existencia que le ofrezca una realidad más espiritual y profunda. Expresa un creciente sentido de enajenación, recalcando frecuentemente que le gustaría renovar su persona; señala muchas veces que quiere ser “otra”. Le disgustan las frivolidades con que pasa el tiempo en la sociedad de consumo; pero no sabe cómo salir del atolladero existencial en que se encuentra. Sus comentarios manifiestan un estado de perplejidad y un intenso sentimiento de angustia. En esta obra, los personajes están sumidos en un tipo de vida común y vulgar que no presenta ningún relieve espiritual.  Paula Samuel se dedica a la satisfacción inmediata de sus deseos. No se eleva por encima de lo material para alcanzar el nivel del espíritu. Las cosas artificiales y efímeras definen su vida. Todo lo que he dicho apunta a una realidad sin hondos valores. Paula Samuel se vincula a un mundo vacío que carece de esencias permanentes. El consumerismo se basa en lo pasajero, en el reemplazo de una cosa por otra.
Por otra parte, Desesperación nos muestra ese vacío y soledad en que cada vez más se sumerge el ser humano, que resulta contradictorio, porque entre más se comunica más cae en la trampa de la deshumanización. El “otro “es un ser extraño,  ajeno, como lo es su propio ser, ya no se reconoce ni aun mirándose al espejo, porque lo que ve son reflejos de lo que existió en un tiempo pasado. Es una alerta a ser seducidos por nuestra propia inconsciencia de vivir inmersos; pero al margen del deterioro social.  
Espinas y sueños 
Espinas y sueños es el resultado de un proceso investigativo realizado con mujeres leonesas que sufrieron violencia sexual. Por lo tanto, su primigenia obra de teatro parte de hechos reales y coyunturales ocurridos a mujeres que sufrieron en carne propia el flagelo del abuso sexual y el efecto de estas secuelas, tanto en su mundo interior, como en su entorno social. 
El drama se enfoca en una vida marginal, la de una mujer víctima inocente que sufre la violencia del varón, porque el abuso sexual no es cuestión de sexo, sino de poder y de rabia. La protagonista de este monólogo es una muchacha recluida en una clínica psiquiátrica que fue víctima del incesto por parte de su padre y abusada por su padrastro en complicidad con la madre. Ya adulta es explotada como prostituta por los miembros de su familia. En el miserable cubículo donde se encuentra sin más compañía que una mesa y una silla, recorre su vida signada por el sufrimiento desde tan temprana edad. Los fantasmas de su pasado la acosan recordándole su dolor, impotencia y vergüenza. El personaje nació sin nombre y la autora la nombra a través del pronombre “ella”, por lo tanto el personaje es ambiguo. Ella es una mujer pero al mismo tiempo no es nadie y son todas. Existe porque vive en un hospital siquiátrico, pero también su vida deja de existir cuando se desvanece en una dolorosa atmósfera de locura. Ella, en su cuarto del hospital, representa su vida en el drama, a través de la fabulación convertida en una anacronía argumental discordante con el orden natural y cronológico de los conflictos, y el acontecer que constituye el tiempo de la historia en la representación. Esta discordancia anacrónica nos lleva de un presente encerrado en un hospital hacia un pasado que vive a diario, por medio de los recuerdos traumáticos: la violación, su relación con el padre borracho, el abuso del camionero, el fracaso amoroso con Juan, hasta terminar con la muerte de su hijo, que es el inicio de su locura; todo ello la lleva al dolor: el dolor es una especie de automutilación, de repetición de su experiencia atormentada, que es la manera de controlarla. Ella vive su automutilación por medio del aislamiento del mundo coyuntural; vive su vida en una cadena de crisis, que crea disociación en sus pensamientos; por lo tanto, en su yo interior sufrido, dolido y violentado; en una fijación indeleble entre vida y recuerdos fragmentados.
En Espinas y sueños hay tres planos dramáticos. El primero es el de Ella, que desde su demencia y su reclutamiento en un hospital psiquiátrico, nos presenta su vida a través de sus recuerdos: las violaciones, su vida de prostituta y su amor no correspondido. Dentro de este plano se da una segunda situación conflictiva es la de los personajes del Ángel y Don Dinero, que simbolizan causa y efecto de ese mundo contextual que destruye al ser humano. El tercer plano es el de la escritora, que desde el proscenio vive y escribe la obra. Los tres planos son unidos por el coro de fantasmas, que viajan con plena libertad por todas las escenas; pero también los planos se unen por la relación temática del amor, que pasa al desamor, y este a la soledad y el abandono.
La ambigüedad caracteriza a Espinas y Sueños, que le da diferentes posibilidades de lectura, planteando varias interrogantes: el personaje de la Escritora (personaje) está escribiendo Espinas y Sueños, mientras se representa la obra; es la escritora de teatro, que mientras escribe escenifica la obra en su mente; o en cierta forma, la escritora escribe su vida y la de todas las mujeres a través del personaje de Ella; porque Ella no es nadie y es a la misma vez todas las mujeres ultrajadas y carentes de amor pleno, placentero y verdadero. Entonces, la escritora es autora de la obra; participa como personaje pero al mismo tiempo es espectadora.
Pero Espinas y sueños no es solo el psicodrama de dos mujeres que ilustra que en la sociedad actual ni la escritora (Autora) ni la hija, esposa o madre (Ella) pueden llevar una vida auténtica y construir una identidad individual; es también un drama social y filosófico-religioso que, al mismo tiempo, responsabiliza a la sociedad de la situación desesperada de la mujer y discute el problema de la responsabilidad individual y del libre albedrío. La autora ha realizado una compleja obra experimental en la que ha deconstruido todos los aspectos del modelo dramático aristotélico y realista recurriendo al mismo tiempo a modelos del teatro barroco y a conceptos de la estética postmoderna. De los primeros ha adoptado los personajes alegóricos como símbolos del bien y del mal, la problemática de la distinción entre realidad y ficción y del libre albedrío. Los conceptos postmodernos se manifiestan en la fragmentación de la acción dramática, en la disolución de los personajes y de su identidad, en la superación de los conceptos convencionales de espacio y tiempo, en la mezcla de realismo y alucinación, en la utilización de las técnicas intertextuales y metadramáticas. Estas últimas ofrecen al receptor un juego complicado entre procedimientos del metadrama ficticio, de tendencia épica y adaptivo que se entremezclan continuamente entre ellos. Pero este complicado juego postmoderno no es un juego puramente estético, sino que se refiere siempre a una realidad extrateatral que critica o a la que plantea preguntas a las que cada espectador tiene que hallar su propia respuesta personal.

### Stradivarius
En el mes de julio del año 2007 la Distribuidora Cultural publicó 500 ejemplares de su segundo libro de dramas: Stradivarius.
El drama se estructura sobre la base de un tópico frecuente en la cultura latinoamericana, que consiste en el problema generado a raíz de un testamento; instrumento que se convierte en el principal elemento semiótico de la tensión textual.
La ironía adquiere en Stradivarius un tono satírico, pues el texto somete a revisión el proceder de los personajes; pero no lo hace en forma aislada o desarticulada del conflicto medular, ya que se sustenta en un juego paródico de dos discursos: el jurídico y el religioso, a los cuales evidencia en sus contradicciones internas.

### Noche encantada
En el mes de noviembre del año 2008 la Editorial Universitaria de la UNAN-León publicó 500 ejemplares de su tercer libro de dramas: Noche encantada.
La obra consiste en un monólogo cuya protagonista es la escritora Virginia que se encuentra a las tres de la mañana en su apartamento –salón, dormitorio, biblioteca y despacho a la vez–, delante de su escritorio en busca de una inspiración poética que no quiere llegar. En su monólogo, que consiste en la lectura de fragmentos del texto que acaba de escribir en su cuaderno, la poesía aparece como la amante de Virginia con la que quiere unirse, aunque no lo logre, en una atmósfera erótica y pasional reforzada por la luz y por la música de Beethoven y de Chopin.

### Sangre atávica
En el mes de octubre de 2009 la Editorial Universitaria de la UNAN-León publicó 500 ejemplares de este, su cuarto libro de dramas.
En esta obra se relee la historia de Nicaragua desde un proceso histórico que, arrancando en el anuncio apocalíptico de los dioses indígenas, redinamiza la interpretación de la conquista española desde el arquetipo de una violencia constitutiva de la sociedad nicaragüense. Estructuralmente hablando, la acción se encuadra dentro de un sueño ficticio. Inicialmente el intenso diálogo teatral se transparenta por medio de un sueño sombrío: el sueño de un cosmos y la visión del mundo precolombino en Nicaragua, que se desvanecen ante los actos violentos de la Conquista, los cuales prosiguen al despertar de esta “realidad” punzante en la historia contemporánea de la nación.

## Narrativa

### La casa de los Mondragón
Escribió entre 1997 y 1998 La casa de los Mondragón, cuya primera edición de 3,000 ejemplares fue editada por la Editorial Universitaria de la UNAN-León (1998) y se agotó. El Centro Nicaragüense de Escritores publicó una segunda edición corregida de 1,000 ejemplares en el año 2008, que también está agotada. En 2014 la Distribuidora Cultural publicará su tercera edición con más de cuatro nil ejemplares. La crítica lo ha considerado como un libro innovador inserto en el enfoque alternativo del tiempo folklórico en el costumbrismo contemporáneo.

### El sueño del ángel
En el año 2001 ganó el Premio Funisiglo de novela corta y la Distribuidora Cultural (Managua) la publicó. Es su novela más popular, ya que se han vendido más de 17.000 ejemplares. La crítica lo ha considerado como un libro novedoso, muy maduro e inserto en la corriente apocalíptica.
La historia gira alrededor de la vida de dos personajes principales que representan dos tipos humanos significativos dentro de la vida nicaragüense: la que se queda en el país: Augusta Catalina Méndez, descendiente de una familia de abolengo, empobrecida, solitaria, veterana sandinista desilusionada; y el que emigra:José Trejos, psiquiatra, casado y con hijos, radicado en Miami, que como migrante típico, después de soñar con su país por largos años, por fin, está de vuelta en su ciudad natal, León.

### Túnica de lobos
Su tercera novela fue publicada en el año 2005. Tiene un estudio introductorio del Dr. Jorge Chen Sham. Hay una 2.ª, edición.
La enfermedad del lupus, extraña y terrible, obliga a María Esperanza, protagonista principal que nos habla en primera persona, a recluirse en el mundo de la creación artística, diseñando una casa para doña Vicenta o un jardín fantástico para don Relicario o un cuarto pa su propia hija, y escribiendo ese libro por venir, que será la escritura final de la novela que leemos.

### Conspiración
En 2007 publica su cuarta novela, con el título de Conspiración, por el Centro Nicaragüense de Escritores, que contiene un estudio introductorio del Dr. Jorge Chen Sham, de la Universidad de Costa Rica.
Conspiración es un texto cívico que más allá de narrar una historia de ficción, es una denuncia de las necesidades espirituales de la sociedad contemporánea, ya no la nicaragüense sino la de todo el orbe. El mejor ejemplo de esta denuncia es el curioso proyecto de nación “Murraya Paniculata”, una idealización de uno de los personajes del texto; Don Juan, padre de América que sueña con una planta que quita la hediondez de la corrupción y devuelve la fe y la esperanza, primero a la sociedad nicaragüense y luego al mundo.

### Aurora del Ocaso
En abril de 2010 fue presentada su última novela: Aurora del Ocaso. La Editorial Universitaria de la UNAN-León publicó 500 ejemplares. Ya está circulando una reimpresión de 500 ejemplares.
En 363 páginas da cuenta de una historia de amor con escenarios en Europa y la provincial León, de Nicaragua. La historia comprende sesenta años, aproximadamente; desde los años de la Segunda Guerra Mundial, pasando por el terremoto de 1972 en Managua, la revolución en la década ochenta, hasta concluir a finales de los noventa del siglo XX.
El relato se inicia y finaliza en la boda de Guillermo y Rocío, después de muchísimos años de espera. El desenlace de la novela se planta desde el inicio. El final es continuidad del suspenso establecido en el inicio, para lograr cerrar el círculo, que transcurre entre dos tipos de guerras: una que se desarrolla a punto de balas y bombas, que perfora y destroza cuerpos; y otra, que tiene origen en la vacuidad humana, donde las frustraciones y el resentimiento tejen ambientes potenciales para un odio que en virtud de abrir la carne, quebranta y corrompe el alma.

## Cuento
En noviembre del año 2011 presentó su primer libro de cuentos: El mundo de Cuxi. La Editorial Universitaria de la UNAN-León publicó 500 ejemplares. Ya está circulando una reimpresión de 500 ejemplares.

## Ensayo
En 1996 publica Breve Historia de la Plástica Leonesa en la Editorial Universitaria de la UNAN-León (500 ejemplares, edición agotada).
Se trata de la única monografía local del desarrollo artístico de Nicaragua, según Jorge Eduardo Arellano. Panorámica, pero detallista, sincera, y proveída de las fuentes disponibles relacionadas directa o indirectamente con la materia.
Retoma las personalidades pictóricas de los grandes leoneses: el retratista decimonónico Toribio Jerez, el crayonista Pedro Martínez, el paisajista Juan Bautista Cuadra, el academicista Alejandro Alonso Rochi, el realista Rubén Cuadra Hidalgo, el maestro Rodrigo Peñalba, y el clasisista de imaginación mágica Alberto Ycaza.
Enseguida perfila a los pintores de origen leonés y que han emigrado hacia otras ciudades, entre los que figuran: Federico Nordalm, Ilse Ortiz de Manzanares, Rosario Ortiz de Chamorro, María Gallo, Luis Lezama (Lezamón), y el expresionista abstracto Reinaldo José Navas.
Sucesivamente pasa a exponer sobre los pintores residentes en León, a la fecha: Rhimer Cordero, Pablo Cristo Blamis, el retratista Mario Loaysiga, el acuarelista Rafael Flores, el neoexpresionista Allan Ricardo Argüello, el dibujante a plumilla Eufrasio Villanueva y el paisajista Fernando Fernández, entre otros.
Finalmente presenta a las “escuelas” y sus principales representantes: la de la UNAN-León de 1968; la muralista entre los que destaca a Daniel Pulido y Mario Cruz; y la primitivista donde aparecen los nombres de Olga Maradiaga, Aurorita Padilla de Espinoza (su nadre), Mariana Sansón, Alejandro Cabrera, Santiago Crespín, Ignacio Fletes y Lorenzo López y Gloria Elena Espinoza de Tercero.

## Otras actividades
Junto a Joaquín Sansón Argüello, Jesús Miguel Blandón (Chuno) y Francisco Hernández Segura participó de la publicación del diario “Ultimas Noticias” que circuló en León, inmediatamente después del terremoto (diciembre de 1972).
Posteriormente, entre 1973 y 1974, trabajó como actriz en Radio Centro, junto con Adán Ramos y Mayra Santos, en el programa humorístico “Quítate tú pa´ ponerme yo”, de Jesús Miguel Blandón (Chuno). También estuvo a cargo, en la misma radio, de las relaciones públicas, durante 1976 y 1977.
Además, realizó junto con los poetas Jorge Eduardo Arellano, Julio Valle Castillo, Álvaro Urtecho, Pedro Javier Solís, Mariana Sansón y con el Dr. Edgardo Buitrago presentaciones de lectura de poemas, declamación, conferencias y lecturas dramáticas; o bien, semblanzas y ensayos como panelista en el Instituto Nicaragüense de Cultura Hispánica de León y de Managua, en la Alianza Francesa de León, en la Bibliotecas del Banco Central de León y de Managua.
En abril de 2006 viaja a Puerto Rico a dictar conferencia en la Universidad de Puerto Rico, Recinto de Mayagüez: “Senderos y puertas: la búsqueda de la creación”.
En noviembre de 2007 viaja a Costa Rica a dictar conferencia sobre la pintura primitivista de Nicaragua, en la Universidad de Costa Rica, en el marco del IX Simposio Internacional de Sociocrítica.
Fue incorporada a la Academia Nicaragüense de la Lengua, como miembro de número. Su discurso de incorporación lo titula “Del teatro a la novela por la heteroglosia”. El 29 de febrero de 2008, la Real Academia Española la nombra académica correspondiente en Nicaragua.